# Rtkovo
Rtkovo (kyrillisch: Ртково) ist ein zur Opština Kladovo gehörendes Dorf im Bezirk Bor im Osten Serbiens. Es liegt am rechten Ufer der Donau. Rtkovo ist ein abgelegenes Dorf im Osten Serbiens, etwa 12 km von Kladovo. Umliegende Dörfer sind Korbovo, Velika Vrbica und Mala Vrbica. Charakteristisch für Rtkovo sind die Mais- und Getreidefelder. Die Landwirtschaft ist der wichtigste Wirtschaftsfaktor in diesem Gebiet.

## Einwohner
Die Volkszählung 2002 (Eigennennung) ergab, dass 1012 Personen im Dorf leben. Davon waren:
|            | Anzahl | Prozent |
| Gesamt     | 1012   | 100     |
| Serben     | 900    | 88.93   |
| Vlachen    | 58     | 5.73    |
| Rumänen    | 7      | 0.69    |
| Jugoslawen | 3      | 0.29    |
| Unbekannt  | 43     | 4.24    |

Weitere Volkszählungen:
- 1948: 1771
- 1953: 1821
- 1961: 1764
- 1971: 1671
- 1981: 1718
- 1991: 1553